# Carnival of Rust (альбом)
Carnival of Rust  (рус. Карнавал ржавчины, Буйство тлена) — второй альбом финской рок-группы Poets of the Fall, выпущен 12 апреля 2006 года в Финляндии, 12 сентября 2006 года в Швеции, в октябре 2006-го в Австралии, России и Украине, а также 20 апреля, 2007 года в Германии. Уже на первой неделе альбом поднялся на первую строчку финского чарта Top40 и оставался в самом чарте в течение 26 недель.

## Список композиций
| №   | Название                                      | Длительность |
| --- | --------------------------------------------- | ------------ |
| 1.  | «Fire»                                        | 3:59         |
| 2.  | «Sorry Go 'Round»                             | 3:35         |
| 3.  | «Carnival of Rust»                            | 4:20         |
| 4.  | «Locking Up the Sun»                          | 3:58         |
| 5.  | «Gravity»                                     | 3:55         |
| 6.  | «King of Fools»                               | 4:07         |
| 7.  | «Roses»                                       | 3:51         |
| 8.  | «Desire»                                      | 4:10         |
| 9.  | «All the Way / 4U»                            | 4:08         |
| 10. | «Delicious»                                   | 3:54         |
| 11. | «Maybe Tomorrow Is a Better Day (Remastered)» | 4:44         |
| 12. | «Dawn»                                        | 3:28         |

Бонус: клип Carnival of Rust

## Синглы
| Сингл              | Даты выхода                                         | Чарты     |
| Сингл              | Даты выхода                                         | Финляндия |
| ------------------ | --------------------------------------------------- | --------- |
| Carnival of Rust   | 22 марта 2006 (Финляндия) 1 декабря 2006 (Германия) | 2         |
| Sorry Go 'Round    | 16 августа 2006 (Финляндия)                         | 7         |
| Locking Up the Sun | 29 ноября 2006 (Финляндия)                          | 3         |

## Клипы
- «Carnival of Rust»
- «Locking up the Sun»

## Даты выхода
| Страна                  | Дата             |
| ----------------------- | ---------------- |
| Финляндия               | 12 апреля 2006   |
| Швеция                  | 12 сентября 2006 |
| Австралия               | октябрь 2006     |
| Россия                  | октябрь 2006     |
| Украина                 | октябрь 2006     |
| Германия                | 20 апреля 2007   |
| Всемирный сервис iTunes | 12 апреля 2008   |

## Награды и номинации
| Year | Award          | Title           |
| ---- | -------------- | --------------- |
| 2006 | IFPI Финляндия | Золотой диск    |
| 2006 | IFPI Финляндия | Платиновый диск |

| Год  | Премия           | Название              |
| ---- | ---------------- | --------------------- |
| 2006 | Премия радио NRJ | лучший финский альбом |
| 2007 | Emma Awards      | лучший рок-альбом     |